# Vlag van Houtigehage

Vlag van Houtigehage

De vlag van Houtigehage is de dorpsvlag van het Nederlandse dorp Houtigehage, in de Friese gemeente Smallingerland. De vlag werd in 2001 geregistreerd. Het ontwerp van de vlag is van de hand van J.C. Terluin.

## Beschrijving
De beschrijving van de vlag is als volgt:
Een rode hijs van 7/15 vlaglengte en een gele vlucht, aan de boven-, broek- en onderkant een rand van 1/7 vlaghoogte, van geel om het rood en van groen onder en boven het geel; in de rode hijs, in het midden een afgesneden witte schapenkop.
De kleuren zijn afkomstig van het dorpswapen.

## Symboliek
- Geel veld: verwijst naar de zandgrond waar het dorp op gelegen is.[3]
- Rood veld: staat voor de heide die in het gebied aanwezig was.[3]
- Schapenkop: verwijzing naar de begrazing van de heide door schapen.[3]
- Rand: beeldt het deel "hage" van de plaatsnaam uit. Dit betekent namelijk smalle strook land. Het groen duidt hierbij op het grasland.[3]
- Tweedeling wapen: staat symbool voor de twee buurtschappen die bij het dorp horen: Fianen en Luchtenveld.[3]

## Zie ook

Wapen van Houtigehage